# Халапеньйо

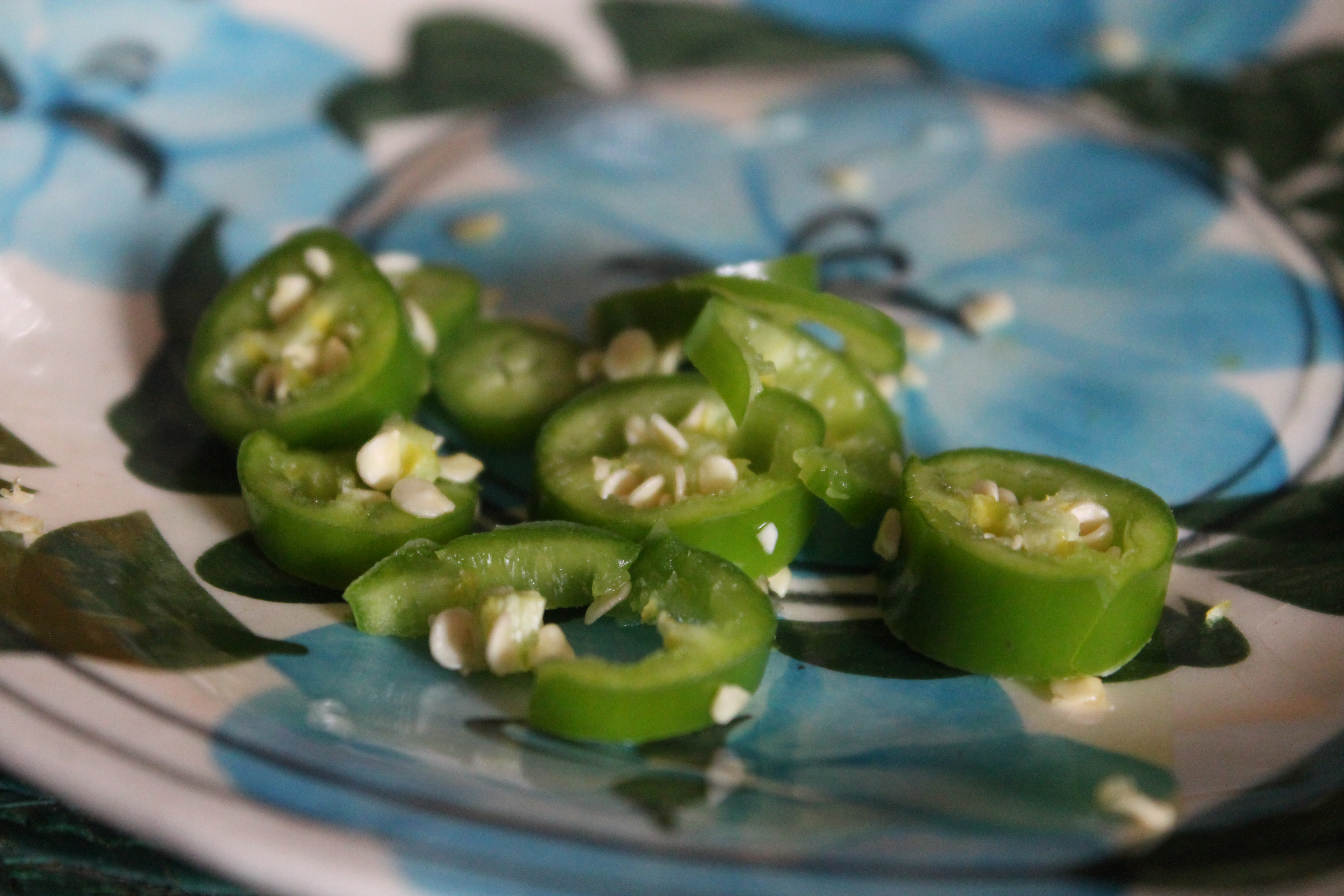

Халапе́ньйо (ісп. jalapeño) — сорт гострого перцю середніх розмірів, який цінується за відчуття під час його поїдання від «теплого» до «гарячого». Плоди перцю в середньому мають довжину від 5 до 9 см і збираються зеленими. Вирощують цей сорт в Мексиці. Назва походить від міста Халапа, штат Веракрус, де традиційно вирощується цей перець. Термін вирощування 70-80 днів. У висоту рослина досягає 1 м. З кожного саджанця можна зняти від 25 до 35 плодів, в міру їх зростання і дозрівання. Після закінчення сезону зростання стручки починають червоніти. Почервонілі плоди вважаються більш низькоякісними, ніж зелені, їх або закопують в землю, або висушують чи коптять. Червоні плоди використовують для приготування чипотле. Під час обробки свіжих перців халапеньйо можна отримати легке подразнення шкіри, тому збирачі врожаю й укладальники використовують рукавички.

## Поширення
Близько 160 км² виділено для культивування халапеньйо в одній тільки Мексиці, перш за все в басейні річки Папалоапан на півночі штату Веракрус і в Делісіас, області Чіуауа. Халапеньйо також вирощується в менших кількостях в штатах Халіско, Наярит, Сонора, Сіналоа і Чіапас. У Мексиці халапеньйо відомий під різними назвами, такими як cuaresmeños, huachinangos і chiles gordos. З 1999 року для вирощування халапеньйо в США виділено площу в цілому в 22 км². Основні райони виробництва — південна частина штату Нью-Мехіко та західна частина штату Техас.

## Кулінарні властивості

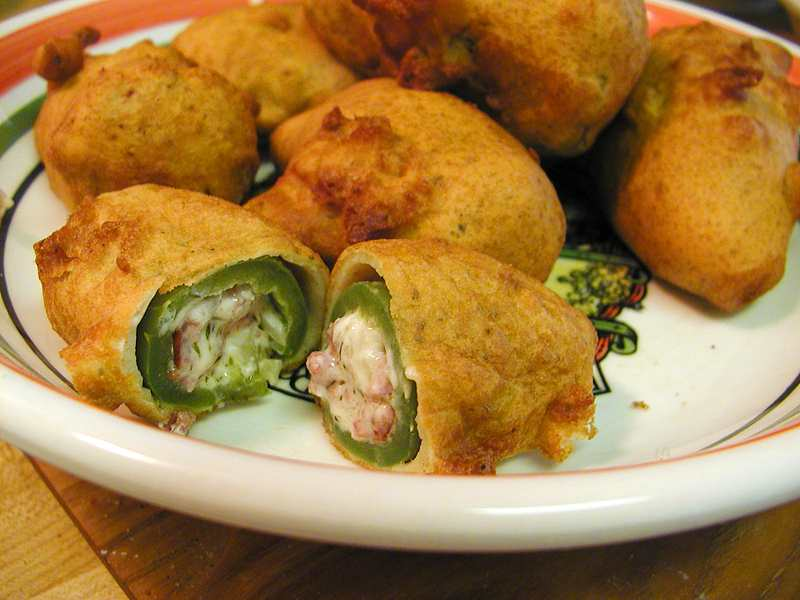
Фарширований халапеньйо в клярі

За шкалою Сковілла халапеньйо має рейтинг від 1000 до 20 000 балів та є середньогострим. У порівнянні з іншими перцями чилі гострота змінюється від середньої до високої і залежить від умов вирощування, зберігання й приготування. Основна гострота міститься в тканинах, що утримують насіння в стручку. Їх видалення дозволяє зменшити гостроту перцю, одночасно зменшивши особливий кислуватий присмак.